# 青沙管制區
青沙管制區（英語：Tsing Sha Control Area）是香港一個道路交通管制區，按香港法例第594章《青沙管制區條例》（英語：Tsing Sha Control Area Ordinance）設立，管理範圍覆蓋南灣隧道、昂船洲大橋、荔枝角高架道路、尖山隧道及沙田嶺隧道、大圍隧道等來往青衣至沙田的重要道路，以作全面的交通控制及監察。

## 管制區範圍
管制區範圍包括8號幹線，大致是青沙公路起點至大埔公路近美林邨的一段，包括：
- 青衣西北交匯處
- 長青公路
- 南灣隧道
- 昂船洲大橋
- 青沙公路
  - 包括：
  - 荔枝角高架道路
  - 尖山隧道及沙田嶺隧道
  - 大圍隧道

青沙管制區設有一個收費廣場，位於尖山隧道及沙田嶺隧道之間的引道，以收取尖山隧道及沙田嶺隧道的通行費用，惟該隧道已於2023年5月7日起改用易通行繳費系統，因此收費廣場被拆除。
於2008年1月22日，運輸及房屋局（現為運輸及物流局）宣布，青沙管制區的使用費，建議劃一收費HK$8；根據新收費建議，估計需要80年才達到目標回報率，回本期約56年。

## 管理
青沙管制區的設立是為確保8號幹線青衣至沙田段的道路網絡交通暢順及安全，而管制區本身實為公眾道路。青沙管制區由交通基建負責管理、營運和維修。
管制區裝設了全面及高度自動化的交通管制及監察系統，用以管制交通流量、協助處理事故，並向駕車人士提供資訊。管理公司亦可以根據《青沙管制區條例》在青沙管制區執行相關道路法例，例如有權拖走故障車輛到指定地方，亦會代政府收取尖山隧道及沙田嶺隧道使用費、管理及巡邏，以及檢查和維修公路等。